# Paul Bös
Paul Bös (* 21. April 1920 in Linz; † 15. Dezember 1967) war ein österreichischer Schauspieler und Kabarettist.

## Leben
Paul Bös wurde als Sohn des Ingenieurs Paul Bös und dessen Ehefrau Maria, geborene Neumann, in Oberösterreich geboren. Nach dem Abitur studierte er zunächst zwei Semester Zeitungswissenschaften. 1939–45 war er zum Wehrdienst verpflichtet, den er bei der Luftwaffe der Wehrmacht versah.
Ab 1947 war er als Theaterschauspieler und Kabarettist tätig. Er hatte Auftritte an verschiedenen Theaterbühnen in München. In der Spielzeit 1947/48 war er an der Kleinkunstbühne „Der bunte Würfel“ engagiert. Ab der Spielzeit 1955/56 trat er am Bayerischen Staatsschauspiel auf, wo er häufig in komödiantischen Rollen zu sehen war, so als Wiener Gastwirt Strudl in der Zauberposse Der böse Geist Lumpazivagabundus (Spielzeit 1955/56). Im Juni 1957 spielte er in der deutschen Erstaufführung des Theaterstücks Die Geschichte von Vasco von Georges Schehadé den Leutnant Turm. 1960 übernahm er, unter der Regie von Kurt Meisel, am Bayerischen Staatsschauspiel die Rolle des Kupplers Tong in dem Märchenspiel Der Kreidekreis von Klabund.
Ab der Spielzeit 1959/60 war er bis zum Ende der Spielzeit 1962/63 am Theater der Jugend in München engagiert. 1962 spielte er am Theater der Jugend den „ruppig struppigen“ Schaubudenbesitzer in einer Bühnenfassung des Romans David Copperfield. In der Spielzeit 1963/64 war er für einen Teil der Spielzeit am Stadttheater Ingolstadt engagiert. In der Spielzeit 1964/65 war er an der „Kleinen Komödie“ in München verpflichtet. In der Spielzeit 1965/66 folgte ein Engagement am „Intimen Theater“ am Odeonsplatz in München.
Bös spielte in den 1950er und 1960er Jahren zahlreiche Nebenrollen in deutschen und österreichischen Kinofilmen, wobei er in verschiedenen Genres tätig war, unter anderem in Heimatfilmen, Kriminalfilmen und Filmkomödien. Er war an etwa 60 Film- und TV-Produktionen beteiligt.
Als seinen ersten Filmauftritt führt die Filmdatenbank IMDb die Komödie Alles für die Firma aus dem Jahr 1950, wo er unter der Regie von Ferdinand Dörfler zu sehen war. Schwerpunktmäßig spielte Bös in Heimatfilmen wie Das sündige Dorf (1954), Heiraten verboten (1957, als sturer Dorfbewohner Blasius Hackler) und Hubertusjagd (1959) sowie in eher seichten Schlager- und Musikfilmen, wie Hula-Hopp, Conny (1959) mit Cornelia Froboess oder als Bürgermeister in der Musikkomödie Gitarren der Liebe (1954), an der Seite von Vico Torriani. Paul Bös war auch in Märchenfilmen zu sehen, so als Wirt in Rübezahl – Herr der Berge (1957) unter der Regie von Erich Kobler und als Räuber in Die Bremer Stadtmusikanten (1959). Außerdem übernahm er Nebenrollen in zwei internationalen Produktionen, als Major Gouderc in Stanley Kubricks Kriegsdrama Wege zum Ruhm (1957) und als Krause in Billy Wilders Komödie Eins, Zwei, Drei (1961).
Ab den 1960er Jahren war Bös hauptsächlich für das Fernsehen tätig, wo er in Nebenrollen in verschiedenen Kriminalserien, unter anderem in Gestatten, mein Name ist Cox, Das Kriminalmuseum, Kommissar Freytag und Graf Yoster gibt sich die Ehre zu sehen war. 1961 gehörte er als Schauspieler zur Besetzung der biografischen ARD-Musikshow Cancan und Barkarole, eine musikalische Reise mit Episoden aus dem Leben von Jacques Offenbach von Arthur Maria Rabenalt. 1963 verkörperte er im ZDF unter der Regie von Dietrich Haugk die Rolle des Bullingham in dem Kriminalfernsehspiel Der Geisterzug.
Paul Bös arbeitete auch für den Rundfunk. 1949/50 wirkte er in Rundfunksendungen des NWDR (Köln / Hamburg) mit. Als Hörspielsprecher war er beim Bayerischen Rundfunk, aber auch beim Südwestfunk, an mehreren Hörspielproduktionen beteiligt. Meist sprach er kleine Rollen (Portier, Diener, Wirt usw.), so unter anderem in den Kriminalhörspielen Maigret und die Unbekannte und Maigret und die Bohnenstange (BR, 1961, Regie: Heinz-Günter Stamm) und Gestatten, mein Name ist Cox; Tod auf Gepäckschein 3311  (Regie: Walter Netzsch, BR 1959). Beim Bayerischen Rundfunk übernahm er 1958, an der Seite von Gretl Schörg, auch die Rolle des Panoptikumsbesitzers Adrian Juratschek in einer Hörfunkproduktion der Operette Frühling im Prater von Robert Stolz. Die Aufnahme wurde mittlerweile auf CD wiederveröffentlicht.
Seine letzte Ruhestätte fand er in Germering.

## Rollen am Bayerischen Staatsschauspiel
(Anmerkung:)
- 1955/56: Lumpazivagabundus (von Johann Nestroy), Rolle: Strudl, Regie: Bruno Hübner
- 1955/56: Das Buch von Christoph Columbus (von Paul Claudel), Rolle: Gläubiger, Regie: Werner Düggelin
- 1956/57: Die Geschichte von Vasco (von Georges Schehadé), Rolle: Leutnant Turm, Regie: Werner Düggelin
- 1957/58: Androklus und der Löwe (von George Bernard Shaw), Rolle: Retiarius, Regie: Fritz Kortner
- 1957/58: Tu’s nicht ohne Liebe (von Wolfgang Neuss), Rolle: Schlachtermeister, Regie: Wolfgang Neuss
- 1959/60: Der Kreidekreis (von Klabund), Rolle: Tong, Regie: Kurt Meisel
- 1959/60: Wilhelm Tell (von Friedrich Schiller), Rolle: Meister Steinmetz, Regie: Werner Düggelin
- 1959/60: Der trojanische Krieg findet nicht statt (von Jean Giraudoux), Rolle: Mariner, Regie: Hanskarl Zeiser
- 1961/62: Der Revisor (von Nikolai Gogol), Rolle: Kaufmann Abdúlin, Regie: Gerd Brüdern

## Filmografie (Auswahl)
- 1950: Alles für die Firma
- 1953: Die geschiedene Frau
- 1953: Liebeserwachen
- 1954: Das sündige Dorf
- 1954: Gitarren der Liebe
- 1955: Königswalzer
- 1955: Die Försterbuben
- 1956: Hilfe – sie liebt mich!
- 1956: Durch die Wälder, durch die Auen
- 1956: Das alte Försterhaus
- 1957: Weißer Holunder
- 1957: Liebe, wie die Frau sie wünscht
- 1957: Heiraten verboten
- 1957: Weißer Holunder
- 1957: Rübezahl – Herr der Berge
- 1957: Wege zum Ruhm (Paths of Glory)
- 1958: Blitzmädels an die Front
- 1959: Hula-Hopp, Conny
- 1959: Die Bremer Stadtmusikanten
- 1959: Hubertusjagd
- 1959: Die Wahrheit über Rosemarie
- 1960: Endstation Rote Laterne
- 1960: Das Spukschloß im Spessart
- 1960: Agatha, laß das Morden sein!
- 1960: Gustav Adolfs Page
- 1961: Der jüngste Tag
- 1961: Cancan und Barkarole (Fernsehfilm)
- 1961: Eins, zwei, drei (One, Two, Three)
- 1961: Freddy und der Millionär
- 1961: Gestatten, mein Name ist Cox (Fernsehserie, 13 Folgen)
- 1962: Auf Wiedersehn am blauen Meer
- 1963: Der Geisterzug (Fernsehfilm)
- 1963: Interpol (Fernsehserie); Folge: Herz ist Trumpf
- 1964: Gewagtes Spiel (Fernsehserie); Folge: Teddy und Freddy
- 1964: Gerechtigkeit in Worowogorsk (Fernsehfilm)
- 1964: Slim Callaghan greift ein (Fernsehserie); Folge: Die Falle
- 1964: Erzähl mir nichts (Liebesgrüße aus Meran)
- 1965: Die Pfingstorgel (Fernsehfilm)
- 1965: Wolken am Himmel (Fernsehfilm)
- 1965: Das Kriminalmuseum (Fernsehserie); Folge: Das Feuerzeug
- 1965: Der heimliche Teilhaber (Fernsehfilm)
- 1965: Die fromme Helene
- 1966: Kommissar Freytag (Fernsehserie); Folge: 1:0 für Frankfurt
- 1967: Ein Riß im Eis (Fernsehfilm)
- 1968: Der Unbestechliche (Fernsehfilm)
- 1968: Graf Yoster gibt sich die Ehre (Fernsehserie); Folge: Orchideen für Majella